# 李少春
李少春（1919年11月4日—1975年9月21日），河北人，中国京劇表演艺术家。拜師余叔岩（1938年10月19日）、周信芳（1961年12月16日）、蓋叫天3位先生。他曾任北京中國京劇院（現在的中國國家京劇院）一團團長、三團團長，院長是梅蘭芳。

## 創作
《野豬林》（編劇、參與唱腔設計）
《紅燈記》（京劇現代戲，參與唱腔設計）

## 主要演出作品

### 京劇歷史戲
- 《野豬林》（飾林沖，有電影版）
- 《將相和》（飾藺相如）
- 《響馬傳》（飾秦瓊）

### 京劇現代戲
- 《白毛女》（飾楊白勞）
- 《林海雪原》（飾少劍波）
- 《紅燈記》（飾李玉和）

## 家庭
父親李桂春（藝名小達子）是河北梆子、京劇演員，工生行。妻子侯玉蘭是京劇演員，工旦行。大兒子李浩天是中國國家一級演員，在北京京劇院工作。小兒子李寶春是台灣京劇演員，1998年創辦台北新劇團（民營），任團長，直到現在。從藝的两個兒子都工生行。